# Meilenstein (Kroppenstedt)

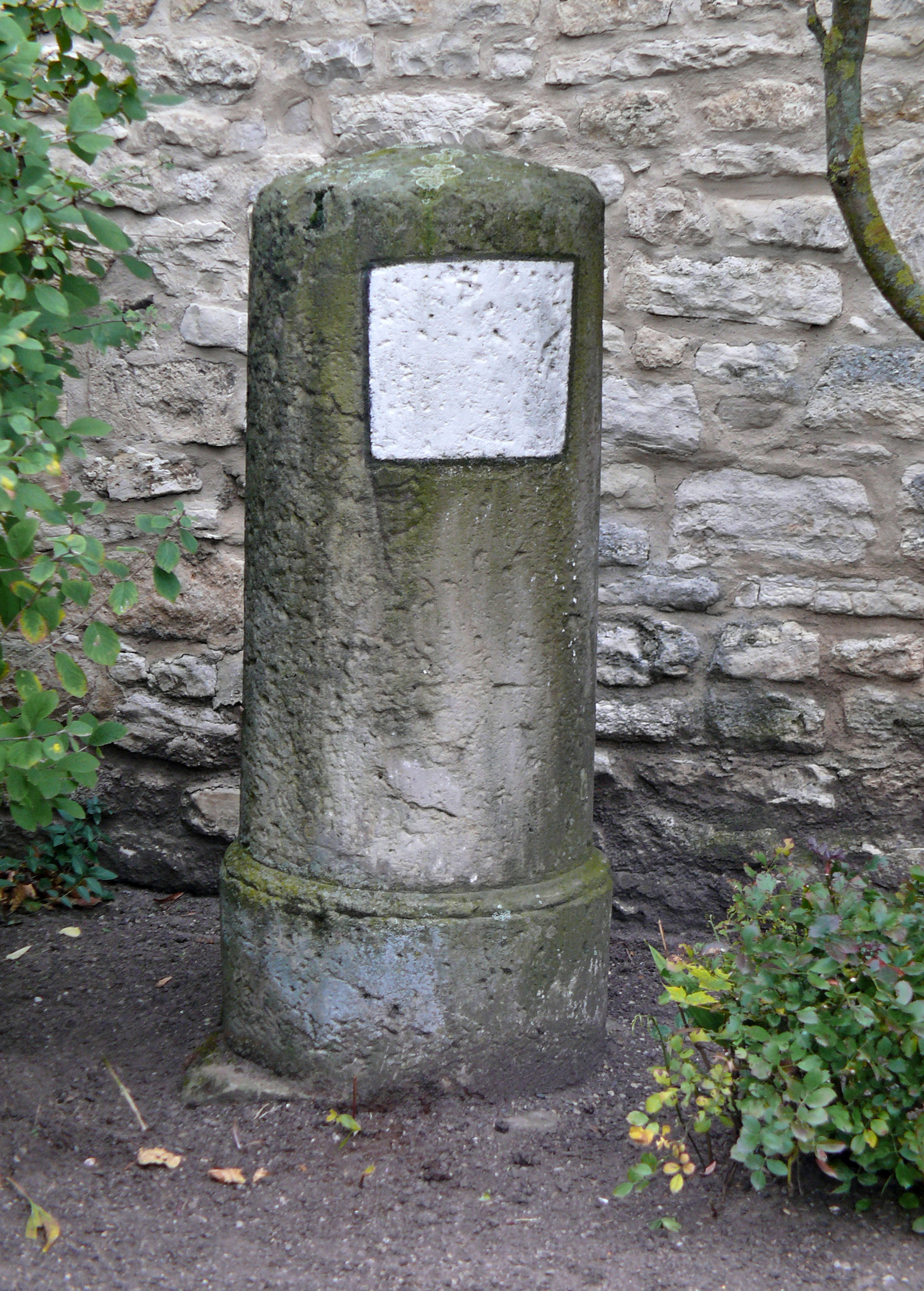
Meilenstein Kroppenstedt

Der Meilenstein von Kroppenstedt ist ein Kleindenkmal in der Verbandsgemeinde Westliche Börde im Landkreis Börde in Sachsen-Anhalt. 

## Geschichte
Da der Meilenstein als Rundsockelstein gestaltet wurde, kann er den preußischen Ganzmeilensteinen der Zeit nach 1835 zugeordnet werden. Durch seinen heutigen und auch durch seinen vorherigen Standort (150 Meter westlich vom Ort) gehört er zur Chaussee von Magdeburg über Egeln nach Halberstadt, die die zweite Chaussee von Magdeburg nach Halberstadt war, nachdem zuvor die erste über Hadmersleben geführt worden war. Die Verbindung über Egeln wurde im Jahr 1828 fertiggestellt und nutzte in großen Teilen die bereits vorhandene sogenannte Leipziger Straße, die Halberstadt über Egeln an die erste preußische Fernchaussee Magdeburg-Halle-Großkugel (an der Grenze zu Sachsen) anband und in diesem Abschnitt nach dem Jahr 1803 (Jahr der Fertigstellung des Abschnitts Halberstadt-Gröningen) eröffnet wurde. Ob diese ältere Straße, die im Jahr 1809 Atzendorf erreichte, Meilensteine besaß, ist nicht bekannt.
Durch die Neuorientierung auf den Nullpunkt Magdeburg (statt wie bisher Halberstadt) nach dem Jahr 1828 wurden aber nachweislich Meilensteine gesetzt und ein Ganzmeilenstein befand sich einige Kilometer westlich vom Ort. Da Rundsockelsteine erst sieben Jahre später eingeführt wurden, muss der Stein später (nach 1835) mit einem neuen ausgetauscht worden sein. Der letzte bekannte Standort näher bei Kroppenstedt ist der Umstellung der Entfernungsmessung auf Kilometer in den frühen 1870er Jahren zuzuschreiben. Dadurch wurde der Meilenstein als Kilometerstein (Myriameterstein) an den Standort nahe bei Kroppenstedt gebracht, denn dort stand er 10 Kilometer von Egeln entfernt. Im Jahr 1996 waren noch die Worte Meilen und Magdeburg lesbar. In Fällen wie diesem hat man oft einfach die alte Inschrift von der Straße weggedreht und die vorherige Rückseite neu beschriftet.

## Aktueller Standort
Als in den Jahren 2008 und 2009 eine Ortsumgehungsstraße gebaut wurde, wurde die alte Wegstrecke zurückgebaut und der Stein verschwand. Er wurde im Jahr 2013 am Heimatmuseum von Kroppenstedt wieder aufgefunden. Dort steht er zusammen mit einem Grenzstein, erhielt aber eine Erklärungstafel, auf der sich leider die Fehler tummeln. Ihr Text lautet aktuell (Stand: September 2020): Meilenstein. / Stand seit ca. 1806 an der Gröninger Chaussee / und zeigte Reisenden die Entfernung auf der / von Napoleon als Heerstraße gebauten / Verbindung Halberstadt-Magdeburg an. / 1 Meile = 1609 m – 7,5 Meilen ≈ 12 km. Weder hat Napoleon die preußische Staatschaussee erbaut, noch ist belegt, dass dies im Jahr 1806 geschah. Zudem ist die Umrechnung der Meile falsch angegeben. Es handelte sich nämlich weder um eine britische noch um eine amerikanische Meile (die jeweils 1609 Meter lang sind), sondern um eine preußische Meile, die 7532 Metern entsprach. Rechnerisch ergibt sich so für den Standort weiter westlich von Kroppenstedt eine Entfernung von 5 Meilen nach Magdeburg, die 37,6 Kilometern entspricht. Die Tafel wurde nach der Kritik am fehlerhaften Inhalt bereits einmal ausgetauscht, gibt aber weiterhin den verfälschenden Text wieder. Lediglich auf die genaue Umrechnung von 7,5 Meilen mit Kommastellen wurde verzichtet.
Aufgrund seiner ungewöhnlichen und komplizierten Geschichte steht der Stein, der vom Museum zudem mit einem weißen Textfeld versehen wurde, nicht auf der Liste der Kulturdenkmale in Kroppenstedt, ist aber als Meilenstein ein Rechtsdenkmal und als solches dennoch denkmalgeschützt.